# Anthrenus tadzhicus
Anthrenus tadzhicus is een keversoort uit de familie spektorren (Dermestidae). De wetenschappelijke naam van de soort werd in 1961 gepubliceerd door Mroczkowski.